# Inca-Caranqui
Inca-Caranqui es un sitio arqueológico ubicado en el pueblo de Caranqui, en la provincia de Imbabura, Ecuador. Las ruinas están ubicadas en un fértil valle a 2 299 metros sobre el nivel del mar. Las regiones habitada por la cultura Caranqui (conocidas como País Caranqui) fueron las tierras más norteñas del imperio incaico y las últimas en ser conquistadas antes de la llegada de los españoles y la caída del imperio.

## Contexto histórico y geográfico
Previo a la llegada de los Incas, la región al norte de Quito estaba habitada por varios cacicazgos de pequeño tamaño, incluidos los de Caranqui, Cayambe, Otavalo y Cochasquí. SI bien el nombre Caranqui se usa para describir a estos cacicazgos de manera colectiva, el cacicazgo de Caranqui podría no haber sido el más poderoso de ellos. Estos cacicazgos parecen haber compartido un lenguaje, técnicas artísticas, modos de subsistencia y patrones de asentamiento comunes. Se estima que estos grupos tenían una población 100.000 a 150.000 en tiempos preincaicos.
La región está poblada de grandes montículos de tierra construidos entre 1200 a 1500 d.D por los habitantes preincaicos, el nombre local para estos montículos es "tolas". La mayoría se encuentran en los valles interandios que rodean al volcán Imbabura, a elevaciones de 2 200 metros a 3 000 metros sobre el nivel del mar. El clima a estas altitudes es propicio para el cultivo del maíz, una planta de suma importancia para la región. Las tolas se cuentan por centenares y muchas más han sido destruidas, miden hasta 200 metros de lado y de 10 a 15 de altura. Investigaciones arqueológicas indican que fueron utilizadas como plataformas residenciales, ceremoniales y para entierros de la élite.

## Conquista Inca

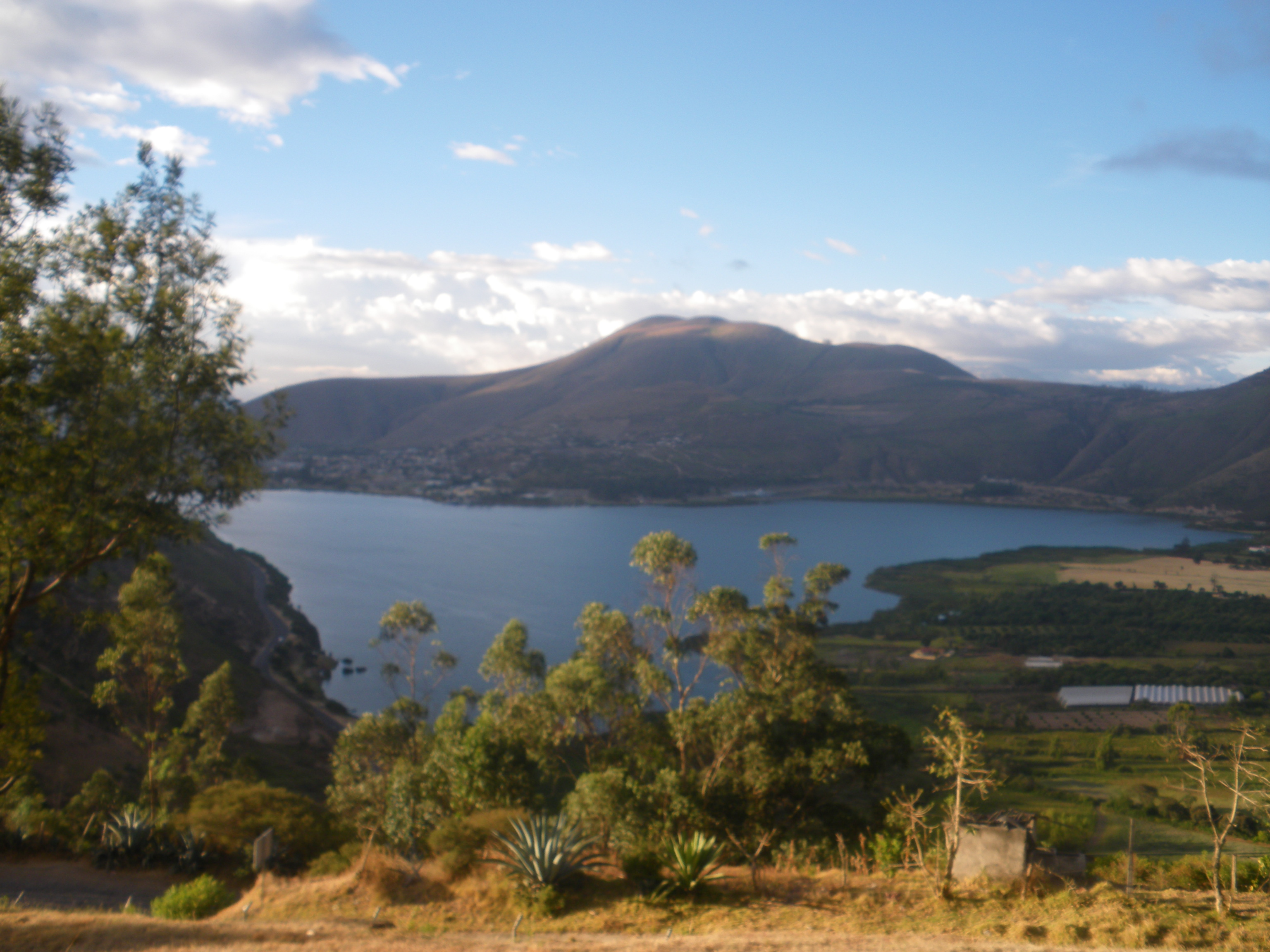
Vista de la laguna de Yahuarcocha, donde se cree que el emperador Inca Huayna Capac masacró a miles de Caranquis.

Según cronistas españoles feu el emperador Topa Inca Yupanqui (1471-1493) quien comenzó la conquista del actual Ecuador, encontrando una fuerte resistencia de los caciques locales. Su hijo y sucesor, Huayna Capac (1493-1525) completó la conquista, fue este último quien conquistó el País Caranqui. Las campañas de conquista pueden haber durado más de una década y marcaron el paisaje de la región con la construcción de varios pucarás (fortalezas incaicas) como los Pucarás de Pambamarca, pero finalmente los incas lograron hacerse con el control de la región.
Según el cronista Miguel Cabello de Balboa, Huayna Capac ordenó la masacre de la población masculina de Caranqui en retribución por su resistencia. La masacre tuvo lugar a orillas de un lago, conocido hasta el día de hoy como Yahuarcocha que significa "Lago de Sangre". La victoria inca se puede fechar entre la década de 1490 hasta 1520. Los cronistas españoles citan la participación en la batalla del hijo de Huayna Cápac, el futuro emperador Atahualpa. Aunque según algunas versiones, Atahualpa nació en Caranqui alrededor de 1500 d. C., después de la conquista inca. 
A pesar de que los incas avanzaron más al norte del País Caranqui, adentrándose en los territorios de la actual Colombia, los territorios Caranqui fueron las tierras más al norte que llegaron a ser integradas en el imperio. A ambos lados de la frontera vivía el pueblo Pasto, que fue parcialmente conquistado por los Incas.
En los siglos que siguieron a la conquista incaica, los Caranquis perdieron su legua propia, la cual seguramente habría pertenecido a la familia de las lenguas Barbacoanas, ya que esta fue remplazada por la lengua de los Incas, el Kichwa.

## El sitio Inca-Caranqui
Después de la conquista, Inca-Caranqui se convirtió en un importante puesto utilizado pro las guarniciones incas para controlar la región.
El cronista español Pedro Cieza de León visitó Caranqui en 1544. Lo describió como las ruinas de un importante poblado inca, con un Templo al Sol, una plaza central con una gran piscina de agua, una guarnición de tropas incas y un acllahuasi que albergaba a 200 aclla. No está claro si la construcción fue realizada principalmente a principios del siglo XVI por Huayna Capac o en la década de 1520 por Atahualpa. Este último pudo haber llevado a cabo investidura real y boda (c. 1525) en el lugar después de la muerte de su padre.
La mayor parte del antiguo centro inca ha sido destruido por el desarrollo urbano. Todavía existen dos muros en pie con puertas y nichos cerca del centro del pueblo de Caranqui y una piscina semisubterránea hecha de piedra finamente cortada que tuvo funciones religiosas. La piscina rectangular tiene unos 10 por 16 metros de con paredes de aproximadamente un metro de altura. Canales y desagües permitían llenar y vaciar la piscina. Aunque existen piscinas ceremoniales en otros sitios incas, como Quispiguanca en el Valle Sagrado de Perú, la piscina en Caranqui es inusualmente grande.
Se han encontrado varias estructuras incas cerca de la piscina como un gran salón (kallanka) y una plaza central que se unieron al complejo de piscinas por el oeste.